# Terme Lendava
Terme Lendava so zdravilišče v kraju Lendava, Slovenija.

## Geografija
Terme stojijo v kraju Lendava na nadmorski višini okoli 160 mnm v vznožju Lendavskih goric nedaleč stran od državne meje z Madžarsko (5 km). Do mejnega prehoda z Avstrijo je 38 km, in do letališča Maribor 96 km. Podnebje je zmerno kontinentalno.

## Zgodovina
Začetki zdravilišča segajo v leto 1965, ko so po naključju v sosednjih Petišovcih pri vrtanju naftne vrtine namesto na nafto naleteli na vročo vodo. Domačini so kaj kmalu ugotovili, da kopanje v tej vodi lajša razne starostne težava. Rezultati fizikalno-kemične analize so pokazali, da voda sodi med fosilne naftne vode.

## Naravno zdravilno sredstvo
Fosilno zdravilna hiper termo-mineralna voda, ki ima ob izviru temperaturo 62ºC.

## Indikacije
Revmatske bolezni, rehabilitacija lokomotornrga aparata.

## Kontraindikacije
Težja srčna obolenja, visoka hipertonija. Poleg tega pa veljajo splošne kontraindikacije za topliško zdravljenje.

## Zdravljenje
Kopeli v bazenih in kabinah, Medicinska telovadba, masaže, elektroterapija, trakcija, termoterapija, laserska akupuntkura.

## Nastanitev
Nastanitev je možna v hotelu »Lipa«, ki sodi k zdravilišču in ima 209 sob, ali v mestnem hotelu »Elizabeta« (43 sob s 81 posteljami) ali pa v »Apartmajskem naselju Lipov Gaj« in atokampu »Lipa« v neposredni bližini term.

## Rekreacija
V skopu zdravilišča je 8 zunanjih in notranjih bazanov s skupno površino 1849 m². Temperatura vode v zunanjih in notranjih bazenih se giba različno od bazana do bazana med 26 - 38ºC Tu se izvaja Wellness program. Imajo pa tudi savne, fitnes, solarij. Sprehodi po »goricah«, kolesarjenje, tenis.

## Izleti
Madžarska (Lenti), Bukovniško jezero, Petišovci (tudi kamp in zunanji bazani)

## Zanimivosti
Zahodno od »Apartmajskega naselja Lipov Gaj« je v okviru nastajajočega »muzeja na prostem« postavljen na ogled Fosilni hrast.